# 特別計算法
特別計算法 (とくべつけいさんほう) は暗号計算の一手法。釜賀一夫が考案した。

## 特別計算
日本陸軍では、文字列をコードに変換する第1次暗号と、それに乱数を合成する第2次暗号の2ステップで暗号化を行っていた。
乱数が反復して使用されることのない場合は非算術計算と呼ばれる桁ごとの加算 (復号は減算となる) が利用されていたが、戦況が悪化して乱数の補給に問題が生じた場合に安全な通信を確保するために、乱数を反復使用しても容易に解読されないように特別計算が導入された。
特別計算表は、2つの数字　{\displaystyle T,R} から {\displaystyle C} を与える表の形で与えられる。ただし、任意の {\displaystyle R} について {\displaystyle T} から {\displaystyle C} への全単射写像でなければならない。
ラテン方陣は特別計算表として使用することができる。
表を使用するため、非算術計算に比べて計算速度は遅い。演練したものの計算速度は非算術計算で約140字/分で、特別計算では約60字/分である。

## 米軍による解読
- 特別計算法に対する評価は二通りに分かれており日本国内と海外では評価がかなり異なる。
- 特別計算法には後述の２通りの運用法がある。成功した合成乱数用(蛙跳び作戦で孤立したラバウル戦線)の評価が、破られた乱数加算用(ビルマ戦線)の評価を覆い隠してしまった。
- 暗号書や乱数表といえども武器弾薬や燃料と同じ補給物資であり、その補給戦に負けて特別計算法に頼るしかなかった。特別計算法を過信して本来の保全策である暗号書や乱数の更新に対する勢いが殺がれた。
- ワンタイムパッドとは異なり、その後の朝鮮戦争等で米英軍が特別計算法を採用する事は無かった。

### 日本国内での評価
- 米軍は日本陸軍が乱数式暗号を使用していることは把握しており、占領地で乱数表を回収したが暗号の解読にはいたらなかった。

終戦後、釜賀一夫がGHQの暗号専門家に尋問された際に特別計算法について披露したところ、解読できなかったことに納得した。
- 有限乱数には世界に先んじて特別計算法を採用する事により秘匿性の増大と事故(紛失)暗号書の再使用を可能とした。(参考書籍.4から抜粋)

暗号事故の非常時対応には以下3通りの対策をして新規暗号書の補充は行わずに済んだ。
1. 特別計算方式への変更を命ずる場合(ビルマ戦線)
2. 既存の乱数表から特別計算法にて合成乱数を得て之を使用する場合(ラバウル戦線)
3. 暗号機である一式一号印字機にて乱数を作成する場合(実施直後に敗戦)

### 海外での評価
- 米英軍が解読できなかったのはワンタイムパッドであって、特別計算法によるビルマ戦線での航空暗号書等は解読された。
- 特別計算法のアイディア自体は米軍に評価されるが「導入するのが遅すぎた」とも言われている。
- 特別計算法は解読を遅らせる効果があるが解読不能では無い。つまり特別計算表の更新を頻繁にしないと効果が無い。
- 特別計算表がラテン方陣で無かったので、特別計算表の存在自体を米英軍に悟られ、さらに計算表の復元自体にも応用された。
- 同じ内容の電文を２つの異なる特別計算表で処理し、それぞれ異なる宛先に送信する運用ミスもあった。

## 日本陸軍暗号の変遷
- 1939年（昭和14年）、全軍が乱数式に統一される。
- 1940年（昭和15年）、無限乱数を全面採用するが、有限乱数も一部残る。
- 1941年（昭和16年）、有限乱数に特別計算法を使用開始される。
- 1943年（昭和18年）、無限乱数以外は全部、特別計算法を採用

## 参考書籍
1. 加藤正隆、『基礎 暗号学I - 情報セキュリティのために』、Information&Computing ex.-3、サイエンス社、1989年9月25日、ISBN 4-7819-0562-5
2. 暗号を盗んだ男たち - 人物・日本陸軍暗号史 、 桧山 良昭、光人社
3. 新高山登レ一二〇八　日本海軍の暗号　付・日本陸軍の暗号、宮内 寒彌、六興出版
4. 極秘　通信戦の回顧と通信戦施策に関する一考察（完結篇）、仲野 好雄 (靖国神社図書館に所蔵)
5. 別冊「数理科学」　暗号 - 乱数と暗号、加藤 正隆、サイエンス社
6. CODEBREAKERS The inside story of Bletchley park, F.H. Hinsley and Alan Stripp, Oxford Paperbacks
7. CODEBREAKERS IN THE FAR EAST, F.H. Hinsley and Alan Stripp, Oxford Paperbacks
8. CRYPTOLOGIA Volume XIV Number 4 (October 1990), S. I. S./CB